# Saint-Marc-à-Frongier
Saint-Marc-à-Frongier este o comună în departamentul Creuse din centrul Franței. În 2009 avea o populație de 361 de locuitori.

## Evoluția populației
| An        | 1975 | 1982 | 1990 | 1999 | 2006 | 2009 |
| --------- | ---- | ---- | ---- | ---- | ---- | ---- |
| Populație | 367  | 376  | 407  | 348  | 351  | 361  |